# Merle africain
Turdus pelios
Espèce
Statut de conservation UICN

 LC  : Préoccupation mineure
Le Merle africain (Turdus pelios) est une espèce de passereaux appartenant à la famille des Turdidae.

## Description
Le Merle africain a des parties supérieures gris olive foncé. Les parties inférieures présentent une gorge blanchâtre uniformément striée de brun, la poitrine est brune grisâtre et les flancs sont orange chamois pâle, cette couleur ne s'étendant pas à la partie inférieure de la poitrine, le ventre et l'évent sont blancs. Le bec est jaune-orange. Il pèse de 46 à 78 g et mesure de 21 à 23 cm.

## Habitat
Le Merle africain peut être trouvée dans toutes sortes d'habitats boisés, y compris les lisières des forêts, les forêts riveraines, les broussailles, les parcs et les jardins.

## Alimentation et comportement
Le Merle africain se rencontre normalement seul ou en couples. Il est timide et réservé, préférant rester à l'abri, mais il sort et se rassemble près des arbres fruitiers. Il se nourrit généralement en fouillant les feuilles mortes et la végétation. Là où il n'est pas dérangé ou habitué aux gens, il se nourrit en plein air. Il recherche la nourriture au crépuscule et aime les fruits, comme les figues, la papaye, les baies et les graines. Cela constitue l'essentiel de l'alimentation complétée par des invertébrés et occasionnellement de petits poissons. Cet oiseau est donc omnivore.

## Répartition et sous-espèces
Il fréquente les régions boisées intra-tropicales de l'Afrique subsaharienne.
Selon la classification de référence du Congrès ornithologique international (15.1, 2025) il se répartit en neuf sous-espèces (ordre phylogénique) :
- T. p. chiguancoides Seebohm, 1881 — de la Casamance au nord du Ghana ;
- T. p. saturatus (Cabanis, 1882 — du Ghana à l'ouest de l'Afrique centrale ;
- T. p. nigrilorum Reichenow, 1892 — mont Cameroun ;
- T. p. poensis Alexander, B, 1903 — Bioko ;
- T. p. pelios Bonaparte, 1850 — de l'est du Cameroun à la corne de l'Afrique ;
- T. p. bocagei (Cabanis, 1882) — ouest de la RDC et de l'Angola ;
- T. p. centralis Reichenow, 1905 — de l'est du Congo au sud de l'Éthiopie ;
- T. p. graueri Neumann, 1908 — forêts d'altitude du rift Albertin ;
- T. p. stormsi Hartlaub, 1886 — sud de la RDC et nord de la Zambie.